# Рескруч
Рескруч (рум. Răscruci) — село у повіті Клуж в Румунії. Входить до складу комуни Бонцида.
Село розташоване на відстані 328 км на північний захід від Бухареста, 19 км на північний схід від Клуж-Напоки.

## Населення
За даними перепису населення 2002 року у селі проживали 1653 особи.
Національний склад населення села:
| Національність | Кількість осіб | Відсоток |
| -------------- | -------------- | -------- |
| румуни         | 1108           | 67,0%    |
| угорці         | 301            | 18,2%    |
| цигани         | 243            | 14,7%    |

Рідною мовою назвали:
| Мова      | Кількість осіб | Відсоток |
| --------- | -------------- | -------- |
| румунська | 1329           | 80,4%    |
| угорська  | 292            | 17,7%    |
| циганська | 32             | 1,9%     |